# Puerto López
Puerto López är en kommun och stad i Colombia i departementet Meta. Den anses vara Colombias geografiska mittpunkt och kallas därför ibland för Colombias "navel". Puerto López ligger 209 meter över havet och antalet invånare är 28 790.
Terrängen runt Puerto López är huvudsakligen platt. Puerto López ligger uppe på en höjd. Runt Puerto López är det mycket glesbefolkat, med 4 invånare per kvadratkilometer. Omgivningarna runt Puerto López är huvudsakligen savann.
Årsmedeltemperaturen i trakten är 22 °C. Den varmaste månaden är februari, då medeltemperaturen är 27 °C, och den kallaste är augusti, med 22 °C. Genomsnittlig årsnederbörd är 2 844 millimeter. Den regnigaste månaden är juli, med i genomsnitt 409 mm nederbörd, och den torraste är januari, med 4 mm nederbörd.